# Nymphon calypso
Nymphon calypso is een zeespin uit de familie Nymphonidae. De soort behoort tot het geslacht Nymphon. Nymphon calypso werd in 1959 voor het eerst wetenschappelijk beschreven door Fage. 